# NGC 3053
NGC 3053 (również PGC 28631 lub UGC 5329) – galaktyka spiralna z poprzeczką (SBa), znajdująca się w gwiazdozbiorze Lwa. Odkrył ją William Herschel 14 stycznia 1787 roku.